# Cacau Protásio
Anna Cláudia Protásio Monteiro, mais conhecida como Cacau Protásio (Rio de Janeiro, 3 de junho de 1975), é uma atriz, comediante e empresária brasileira. Ganhou notoriedade ao interpretar a doméstica Zezé na telenovela Avenida Brasil (2012), que lhe rendeu diversos prêmios, e posteriormente, a fogosa Terezinha no sitcom Vai que Cola (2013–presente).

## Biografia
Nascida no Grajaú, bairro do Rio de Janeiro, passou a sua adolescência com sua mãe e irmã, morando no bairro da Tijuca. Cacau Protásio cursava a faculdade de pedagogia quando decidiu trancá-la e se matricular na escola de teatro. Ela então, se formou atriz na Casa de Arte das Laranjeiras (CAL).
Em 2000, estreou em uma peça teatral. Já no cinema, em 2009, Cacau fez Os Restos De Antonio. Formada, pela CAL (Casa das Artes de Laranjeiras), a atriz fez muitas peças teatrais como "É Por Isso Que Todo Adulto É Neurótico" e "Viva Lamour", na televisão fez participações em O Clone (2002), A Grande Família (2003), Os Aspones (2004), Páginas da Vida e Linha Direta (2006), A Diarista (2007) e Malhação (2009), até finalmente integrar a novela Ti Ti Ti no ano de 2010, lutando por direitos iguais.
Em 2012, atuou em Avenida Brasil, novela de João Emanuel Carneiro, na qual a atriz atingiu grande popularidade como a empregada Zezé. A atriz também atua no humorístico do  Multishow, Vai que Cola, no qual desponta de bastante destaque como a fogosa Terezinha.
Sobre o sucesso de sua personagem Zezé em Avenida Brasil, ela declarou em entrevista ao Mais Você:
| “ | Cheguei com fé nesta novela. Sabia que conquistaria meu espaço. Mês passado, o Ricardo Waddington (diretor) deu uma entrevista dizendo que não tinha papel pequeno em Avenida Brasil. E não tem, pois todo mundo participa, todo mundo tem uma história, todo mundo está envolvido. E na minha carreira, esta novela é um grande marco. | ” |

Interpretou a Lindinha em Joia Rara, entre 2013 e 2014, e foi a protagonista da versão de televisão da peça Trair e Coçar É Só Começar. No fim de 2013, a atriz, sofrendo com a obesidade e pesando 107 quilos, se submeteu a um regime bastante rigoroso, e conseguiu perder doze quilos.
No carnaval carioca, Cacau é musa do Salgueiro e destaque da União da Ilha do Governador, escola que desfilou em 2014 numa carruagem com a fantasia Cinderela. Em 2015, saiu na Comissão de Frente da Ilha, fantasiada de Branca de Neve, numa questionamento sobre padrões de beleza, enredo que a escola apresentou. Em 2016, com o enredo sobre os Jogos Olímpicos de Verão de 2016, Cacau veio como destaque no sexto carro da escola. Em 2019, desfilou representando Rachel de Queiroz, num enredo em homenagem ao estado do Ceará. No carnaval de 2022, Cacau fez parte novamente da Comissão de Frente da União da Ilha, representando Nossa Senhora Aparecida.

## Vida pessoal
Há nove anos vive uma união estável com o fotógrafo Janderson Pires. O casal vive em um apartamento na Barra da Tijuca. Cacau e Janderson oficializaram o relacionamento numa cerimônia civil, com poucas pessoas no dia 25 de julho de 2021. Em entrevistas revelou que está realizando tratamento para conseguir engravidar. A atriz Cacau Protásio anunciou, no dia 18 de setembro de 2024, o término de seu casamento com Janderson Pires. A união, que durou 12 anos, foi marcada por amor e companheirismo, mas chegou ao fim após a constatação de que o brilho do relacionamento havia se apagado.

## Filmografia

### Televisão
| Ano           | Título                     | Personagem                               | Notas                                   |
| ------------- | -------------------------- | ---------------------------------------- | --------------------------------------- |
| 2001          | O Clone                    | Dançarina                                | Figuração                               |
| 2003          | A Grande Família           | Vanderléia                               |                                         |
| 2004          | Os Aspones                 | Estagiária                               | Episódio: "Paranóias de Escritório"     |
| 2005          | A Diarista                 | Rosalva                                  | Episódio: "Aquele da Revolução"         |
| 2005          | Linha Direta               | Lisa                                     | Episódio: "Gran Circus Norte-Americano" |
| 2006-07       | Páginas da Vida            | Cilene                                   |                                         |
| 2009          | Malhação                   | Solene Guimarães                         |                                         |
| 2010-11       | Ti Ti Ti                   | Fátima Franco                            |                                         |
| 2012          | Avenida Brasil             | Maria José (Zezé)                        |                                         |
| 2013          | Dança dos Famosos          | Participante (6º lugar)                  | Temporada 10                            |
| 2013-14       | Joia Rara                  | Linda Martinelli (Lindinha)              |                                         |
| 2013-presente | Vai que Cola               | Tereza Sampaio Tiziu (Terezinha)         |                                         |
| 2014-15       | Trair e Coçar É só Começar | Olímpia Souza                            |                                         |
| 2016-18       | Xilindró                   | Drª. Fritz                               |                                         |
| 2018          | Mister Brau                | Maria do Carmo Lima (Carmo)              |                                         |
| 2020          | Tô de Graça                | Tereza Tiziu (Terezinha)                 | Episódio: "A Dona Do Morro"             |
| 2022          | Novelei                    | Carmen Lúcia Moreira de Souza (Carminha) | Episódio: "Avenida Brasil"              |
| 2022-24       | Família Paraíso            | Shirley Carvalho                         |                                         |
| 2024          | O Dono do Lar              | Fran                                     |                                         |
| 2025          | The Masked Singer Brasil   | Dona Lurdes (14º lugar)                  | Temporada 5                             |
| 2025          | Falas Femininas            | Apresentadora                            |                                         |

### Cinema
| Ano  | Título                         | Personagem                       | Notas          |
| ---- | ------------------------------ | -------------------------------- | -------------- |
| 2015 | Vai Que Cola - O Filme         | Tereza Sampaio Tiziu (Terezinha) |                |
| 2017 | Gostosas, Lindas & Sexies      | Ivone                            |                |
| 2018 | Os Farofeiros                  | Jussara Ferrari Lima             |                |
| 2018 | Sai de Baixo - O Filme         | Cibalena                         |                |
| 2019 | Vai que Cola 2 - O Começo      | Tereza Sampaio Tiziu (Terezinha) |                |
| 2020 | No Gogó do Paulinho            | Nega Juju                        |                |
| 2021 | Um Dia de Cachorra             | Cristina                         | Curta-metragem |
| 2021 | Amarração do Amor              | Regina                           |                |
| 2021 | A Sogra Perfeita               | Neide                            |                |
| 2022 | Juntos e Enrolados             | Sargento Daiana                  |                |
| 2023 | Barraco de Família             | Cleide Laranjeira                |                |
| 2023 | Mussum, o Filmis               | Malvina Bernardes Gomes          |                |
| 2023 | O Porteiro                     | Rosivalda da Silva               | [ 25 ]         |
| 2024 | Os Farofeiros 2                | Jussara Ferrari Lima             |                |
| 2024 | Top Love: Só e Bem Acompanhado | Nega Juju                        |                |
| 2025 | A Sogra Perfeita 2             | Neide                            | [ 26 ]         |

### Dublagem
| Ano  | Título    | Personagem       | Notas    |
| ---- | --------- | ---------------- | -------- |
| 2023 | Elementos | Flarrietta (voz) | Dublagem |

## Teatro
| Ano  | Título                                    | Personagem |
| ---- | ----------------------------------------- | ---------- |
| 2017 | Deu a Louca na Branca                     | Sebastiana |
| 2014 | Trair e Coçar É Só Começar                | Olímpia    |
| 2012 | Domésticas                                |            |
| 2006 | O Piano                                   |            |
| 2005 | Meninos do Mangue                         |            |
| 2005 | Amigos da Van                             |            |
| 2005 | Vim Avisar que Você Morreu                |            |
| 2005 | Atendimento                               |            |
| 2004 | Deixe o Mundo Girar                       |            |
| 2004 | Grace Kelly Vai Debutar                   |            |
| 2003 | Viva Lamour                               |            |
| 2002 | Os Sete Gatinhos                          |            |
| 2002 | O Tecido Maldito                          |            |
| 2001 | Vivendo Brecht ontem, hoje, amanhã, A a Z |            |
| 2001 | A Metamorfose                             |            |
| 2000 | É Por Isso Que Todo Adulto É Neurótico    |            |

## Prêmios e indicações
| Ano  | Prêmio                        | Categoria                         | Nomeações           | Resultado | Ref    |
| ---- | ----------------------------- | --------------------------------- | ------------------- | --------- | ------ |
| 2012 | Troféu Raça Negra             | Cultura Negra                     | Avenida Brasil      | Venceu    | [ 29 ] |
| 2012 | Prêmio Extra de Televisão     | Melhor Atriz Revelação            | Avenida Brasil      | Venceu    | [ 30 ] |
| 2012 | Prêmio Quem de Televisão      | Melhor Atriz Revelação            | Avenida Brasil      | Indicado  | [ 31 ] |
| 2013 | Melhores do Ano               | Atriz Revelação                   | Avenida Brasil      | Indicado  | [ 32 ] |
| 2013 | Prêmio Contigo! de TV         | Revelação da TV                   | Avenida Brasil      | Indicado  | [ 33 ] |
| 2013 | Troféu Top of Business        | Destaque Nacional                 | Avenida Brasil      | Venceu    | [ 34 ] |
| 2018 | Prêmio The Brazilian Critic   | Melhor Atriz em Série de Comédia  | Vai que Cola        | Indicada  |        |
| 2019 | Prêmio F5                     | Melhor Atriz de Comédia           | Vai que Cola        | Indicado  | [ 36 ] |
| 2021 | Festival Sesc Melhores Filmes | Melhor Atriz Nacional             | No Gogó do Paulinho | Indicada  |        |
| 2021 | Séries em Cena Awards         | Melhor Atriz Nacional de Filme    | No Gogó do Paulinho | Indicada  |        |
| 2021 | Prêmio F5                     | Melhor Atriz de Humor             | Vai que Cola        | Indicado  |        |
| 2022 | Festival Sesc Melhores Filmes | Melhor Atriz Nacional             | A Sogra Perfeita    | Indicada  | [ 40 ] |
| 2022 | Festival Sesc Melhores Filmes | Melhor Atriz Nacional             | Amarração do Amor   | Indicada  | [ 40 ] |
| 2024 | Festival Sesc Melhores Filmes | Melhor Atriz Nacional             | Barraco de Família  | Indicada  |        |
| 2024 | Festival Sesc Melhores Filmes | Melhor Atriz Nacional             | O Porteiro          | Indicada  |        |
| 2024 | Festival Sesc Melhores Filmes | Melhor Atriz Nacional             | Mussum, o Filmis    | Indicada  |        |
| 2024 | Prêmio Grande Otelo           | Melhor Atriz Coadjuvante de Filme | Mussum, o Filmis    | Pendente  |        |